# René Magritte
René François Ghislain Magritte (sinh ngày 21 tháng 9 năm 1898 - mất ngày 15 tháng 8 năm 1967) là một họa sĩ người Bỉ theo trường phái siêu thực. Ông nổi tiếng với nhiều bức tranh dí dỏm và hài hước.

## Cuộc đời
Magritte sinh ra tại Lessines, thuộc tỉnh Hainaut, nước Bỉ vào năm 1898. Ông là con trai cả của Léopold Magritte, một thợ may và mẹ ông là Adeline Magritte, một người thợ làm mũ. Năm 1910, ông bắt đầu theo học những lớp vẽ đầu tiên ở tuổi 12. Năm 1912, mẹ ông tự tử. Bà đã nhảy xuống sông Sambre tự sát và Magritte đã tận mắt nhìn thấy cảnh xác mẹ ông nổi trên sông rồi sau đó được vớt lên. Hình ảnh người mẹ nổi trên dòng nước với khuôn mặt bị chiếc váy làm nhòa đi có thể đã trở thành một nỗi ám ảnh đối với họa sĩ khi ông vẽ chùm tranh 1927-1928 với những khuôn mặt người mờ ảo. Tuy nhiên bản thân Magritte không thích cách giải thích đó. Ông theo học Học viện Hoàng gia Khoa học và Nghệ thuật Bỉ tại Brussels trong hai năm cho đến năm 1918. Năm 1922, Magritte lấy Georgette Berger, người phụ nữ mà ông đã gặp từ thời còn niên thiếu.
Magritte làm việc tại nhà máy giấy dán tường với vai trò trợ lý thiết kế, rồi sau đó trở thành một nhà thiết kế áp phích và quảng cáo cho đến năm 1926, khi ông ký hợp đồng với Galerie la Centaure tại Brussels để đảm bảo ông có thể hoàn toàn chuyên tâm cho việc sáng tác. Cũng trong năm này, ông đã vẽ bức tranh siêu thực đầu tiên và sau đó tổ chức triển lãm vào năm 1927. Tuy nhiên các nhà phê bình đã phê phán các bức tranh của Magritte thậm tệ. Chán nản trước thất bại, Magritte chuyển đến Paris và ông trở thành bạn của André Breton, đồng thời tham gia vào nhóm các họa sĩ vẽ tranh siêu thực.
Khi Galerie la Centaure đóng cửa và hợp đồng của Magritte kết thúc, ông trở lại Brussels và lại làm trong ngành quảng cáo. Sau đó, ông cùng với em trai đã lập một hãng quảng cáo với đòng lương chỉ đủ để nuối sống gia đình.
Sau đó, nhà bảo trợ cho dòng tranh siêu thực Edward James đã đồng ý cho Magritte được đến ở miễn phí trong căn hộ riêng của ông ta tại Luân Đôn để sáng tác. James đã xuất hiện trong hai bức tranh của Magritte là Le Principe du Plaisir và La Reproduction Interdite.
Trong Thế chiến thứ hai, khi phát xít Đức chiếm đóng nước Bỉ Magritte vẫn ở lại Brussels, do đó ông mất liên hệ với Breton. Lúc đó ông đã phủ nhận chủ đề bạo lực và chủ nghĩa bi quan trong các bức vẽ trước đó của ông, nhưng sau đó lại quay lại sáng tác những đề tài đó.
Những bức họa của Magritte được triển lãm tại New York vào năm 1936 và hai lần nữa vào các năm 1965 và 1992.
Magritte qua đời vào ngày 15 tháng 8 năm 1967 do bệnh ung thư tuyến tụy. Ông được chôn cất tại Nghĩa trang Schaarbeek, Brussels.
Trong thập niên 1960, những hình ảnh trong các bức tranh của Magritte đã truyền cảm hứng cho nhiều văn nghệ sĩ trên thế giới. Năm 2005, ông xếp thứ 9 trong cuộc bình chọn Những người Bỉ vĩ đại nhất mọi thời đại trong bản danh sách của cộng đồng người Pháp, và đứng thứ 18 trong bảng xếp hạng của cộng đồng người Hà Lan.

## Sự nghiệp
Magritte miêu tả các bức tranh của mình như sau:
"Những bức tranh của tôi là những hình ảnh hữu hình nhưng không hề ẩn chứa bất cứ thứ gì; chúng khơi gợi sự bí ẩn và, tất nhiên, khi một người xem một trong những bức tranh của tôi, người đó sẽ tự hỏi "Điều đó có nghĩa là gì?". Nó không ẩn chứa điều gì cả, vì bí ẩn không có nghĩa, đó là điều không thể nhận biết"
Magritte nổi tiếng với những bức tranh kỳ dị và bí ẩn. Một trong những đặc trưng trong các bức tranh của ông là sự sắp xếp các sự vật, hiện tượng hữu hình với nhau theo những cách kỳ lạ và khiến chúng trở nên kỳ cục. Trong bức tranh Sự tương đồng chọn lọc, ông vẽ một quả trứng bị nhốt trong cái lồng chim. Hay trong bức tranh Thính phòng, ông vẽ một quả táo khổng lồ ở trong một căn phòng.
Nhiều sự vật, hiện tượng trong các bức tranh của Magritte hết sức hoang đường và kỳ bí. Ví dụ như trong bức tranh Chân dung Edward James vẽ Edward James đang nhìn trực tiếp vào gương nhưng chỉ thấy phần phía sau của mình trong đó. Nhiều hình ảnh siêu thực khác cũng xuất hiện trong các bức tranh của Magritte là đồ vật hóa thành người, lá hóa chim, nến phát ra ánh sáng màu đen...
Golconde là một trong những bức họa nổi tiếng nhất của Magritte với hình ảnh những người mặc đồ đen giống nhau rơi xuống thành phố như một cơn mưa.

## Ảnh hưởng văn hóa
Trong thập niên 1960, nhiều hình ảnh từ các bức tranh của Magritte đã được sử dụng làm bìa album, ví dụ như bức tranh Thính phòng được sử dụng làm hình nền của album "Beck-Ola" bởi nhóm nhạc Jeff Beck.
Paul McCartney, một trong những người hâm mộ của Magritte và hiện sở hữu nhiều bức họa của ông nói rằng ông được truyền cảm hứng từ những bức họa của Magritte để sử dụng cái tên "Apple" cho tên tập đoàn của ban nhạc The Beatles.
Hình ảnh người đàn ông với khuôn mặt bị che lấp sau quả táo trong bức tranh Con trai người đàn ông đã trở thành nguồn cảm hứng cho nhiều bộ phim khác nhau.
Magritte, cùng với một số bức họa của ông đã được in lên tờ tiền 500 franc của nước Bỉ.